# تيودور فونتانه
تيودور فونتانه (بالألمانية: Theodor Fontane) روائي وشاعر ألماني. (30 ديسمبر 1819 - 20 سبتمبر 1898). يعده الكثيرون أهم روائي أدب واقعي كتب باللغة الألمانية في القرن التاسع عشر.
ولد فونتانه في نويروبين لعائلة تتبع المصلح الفرنسي هوجنوت، وعمل في البداية في مجال الصيدلة في لايبتسج وبرلين. وفي برلين استطاع عقد صلات مع الدوائر الأدبية وفي الفترة من عام 1855 حتى عام 1859 عمل مراسلاً صحفياًَ في لندن، ثم محرراً لأخبار الحروب. وفي الفترة من 1870 حتى 1890 عمل ناقداً مسرحياً في جريدة فوس في برلين. ولم يعمل في بالكتابة الأدبية إلا ابتداءً من 1870.
توفي فونتانه في 20 سبتمبر 1898، في برلين. دفن في مقبرة ليزنستراب Liesenstraße. وبجواره دفنت زوجته إميلي التي توفيت بعد أربع سنوات. تضررت المقبرة في الحرب العالمية الثانية ولكن أعيد ترميمها بعد ذلك.

## أعماله
- قبل العاصفة «Von dem Sturn» (رواية تاريخية 1878).
- أخطاء وفوضى «Irrungen Wirrungen» (رواية 1888).
- رحلة في منطقة براندنبورج «Wanderungen durch die Mark Barndenburg» (رواية 1862-1882).
- إيفي بريست «Effi Briest» (رواية 1895/1894).
- الشتشلين «Der Stechlin» (رواية 1899).
- من العشرين حتى الثلاثين «Von Zwanzig bis Dreiβig» (سيرة ذاتية 1898).

## روابط خارجية
- تيودور فونتانه على موقع IMDb (الإنجليزية)
- تيودور فونتانه على موقع الموسوعة البريطانية (الإنجليزية)
- تيودور فونتانه على موقع ألو سيني (الفرنسية)
- تيودور فونتانه على موقع ميوزك برينز (الإنجليزية)
- تيودور فونتانه على موقع أول موفي (الإنجليزية)
- تيودور فونتانه على موقع قاعدة بيانات الأفلام السويدية (السويدية)
- تيودور فونتانه على موقع إن إن دي بي (الإنجليزية)
- تيودور فونتانه على موقع ديسكوغز (الإنجليزية)
- تيودور فونتانه على موقع قاعدة بيانات الفيلم (الإنجليزية)
- تيودور فونتانه على موقع كينوبويسك (الروسية)